# Pozo de Quilmes
El Pozo de Quilmes o Chupadero Malvinas, fue un centro clandestino de detención y maternidad clandestina argentino que funcionó en la Brigada de Investigaciones de la Policía de la Provincia de Buenos Aires hasta enero de 1979, en el marco de la dictadura autodenominada Proceso de Reorganización Nacional. Allí permanecieron cautivas 251 personas, algunas secuestradas dentro del Plan Cóndor.
Estaba dentro de la jurisdicción del Área 111, a cargo del Batallón Depósito de Arsenales 601, que a su vez respondía a la Subzona 11 (X Brigada de Infantería Mecanizada).
Desde 1998 funciona allí la Delegación Departamental de Investigaciones (DDI) de Quilmes. A partir de 2017 pasó a ser Sitio de Memoria.

## Descripción
El Pozo de Quilmes, en la intersección de Allison Bell y Garibaldi, cumplió una función específica dentro del circuito de centros clandestinos de la Provincia de Buenos Aires (“Circuito Camps”), como eslabón de “depósito de prisioneros”, lugar de obtención de información, y uno de los pasos previos a la decisión sobre el destino de cada detenido-desaparecido: el traslado final (asesinato) o la “legalización”, para la cual pasaba por alguna comisaría y luego era destinado a algún penal.
Por el Pozo de Quilmes pasaron prisioneros de Uruguay, Paraguay y Chile. En la dependencia tuvieron una participación activa represores del Ejército uruguayo que interrogaban y torturaban a los detenidos ilegales de esa nacionalidad. La integración del Pozo al Plan Cóndor se cristalizó de manera más paradigmática con el caso de los prisioneros y represores uruguayos.
No siempre ingresaba prisioneros ilegales por el mismo lugar, pero en la mayoría de los casos se realizaba por el garage del edificio de cuatro plantas, sobre la calle Garibaldi, atravesando un portón pesado que corría por un riel. Desde ese garage, se accedía a la escalera que llevaba a los pisos superiores, en donde se encontraban los calabozos. A través de las pequeñas ventanas de estos calabozos se podía ver el edificio del Hospital Iriarte, a dos cuadras.
Cuando la Brigada dejó de ser utilizada como centro clandestino de detención, y antes de que la Conadep realizara inspecciones oculares con sobrevivientes, ambos edificios fueron modificados para ocultar sus rasgos más reconocibles. En el edificio de los calabozos, se sacó el portón de hierro (aunque el riel sobre el que corría permaneció), se ocultó la escalera estrecha por la cual ascendían y descendían los prisioneros, se tapió la parrilla y se pintaron las paredes de los calabozos y celdas.

## Maternidad clandestina
Este ccd, junto con El Vesubio, tuvo un numeroso caudal de embarazadas detenidas que eran trasladadas a otros centros al momento del parto. Se establecieron conexiones sistemáticas entre el Pozo de Quilmes y el Pozo de Banfield (lógica del circuito Camps): después de parir, las madres eran desaparecidas y sus bebés robados.
El de Quilmes no estaba preparado para nacimientos en cautiverio, por eso su funcionamiento respecto de las embarazadas no tuvo un carácter sistemático: cada caso tuvo características particulares y es difícil una generalización. No obstante, es posible marcar una tendencia, sobre todo en lo referente a la conexión que este ccd mantuvo con elPozo de Banfield en este aspecto puntual: es factible inferir que fue debido a esta falta de infraestructura que la Brigada de Quilmes estableció una conexión tan fluida con el Pozo de Banfield respecto de las embarazadas. De hecho —y sin considerar los casos de las prisioneras encintas que perdieron sus bebés o que fueron liberadas antes del parto—, de las cinco que estuvieron en este Pozo cuyos embarazos llegaron a término en cautiverio, tres fueron trasladadas a Banfield para el parto.

## Represores
Allí, las parturientas solían ser “atendidas” por el médico policial Jorge Antonio Bergés, que visitaba más el Pozo de Banfield que la Brigada de Quilmes.
Otras víctimas denunciaron la presencia del cura torturador Christian Von Wernich entre noviembre de 1977 y febrero de 1978.

## Reconocimiento de Conadep
El reconocimiento de este Pozo por la CONADEP fue el 18 de mayo de 1984, junto con una decena de testigos, quienes ubicaron con precisión los sitios donde habían estado detenidos, tanto más cuanto que algunos guardias les permitían bajarse las vendas de los ojos.
Todos los testigos reconocieron la entrada por la que se ingresaba al Centro desde el garaje, aunque el portón fue modificado, sin que hayan desaparecido las huellas de los rieles por los que corría. Oculta por un tabique de cemento está la escalera caracol que comunicaba el garaje, la sala de admisión y el "quirófano" con las otras instalaciones.

## Testimonios
María Kubik de Marcoff señaló el lugar donde había visto por última vez a su hija, quien en ese momento había alcanzado a susurrarle:

«Me dijeron que si no hablaba, te llevarían a vos y al abuelo».

Rubén Schell recordó:

«Los calabozos no estaban pintados por dentro como ahora, eran simplemente de cemento gris. Yo había hecho una inscripción en el mío que todavía está allí. Incluso reconozco otras inscripciones que ahora veo en las paredes».

Por su parte, Alfredo Maly descubrió, raspando la pintura nueva de la pared de su celda, las marcas que él había hecho durante su cautiverio.
Otros testimonios conectan con el Plan Cóndor:

"En la madrugada del 21 de abril de 1978 irrumpieron en mi domicilio de Lanús Oeste veinticinco personas de civil, fuertemente armadas. Mi esposo y yo fuimos encapuchados, esposados y luego introducidos en una camioneta. Sabemos, por muchos indicios, que estuvimos en el sótano de la Brigada de Investigaciones conocida como «Pozo de Quilmes». Allí fuimos interrogados acerca de nuestra actividad en el Uruguay —de donde provenimos—, y en la Argentina. En este campo pudimos ver a numerosos uruguayos, algunos de ellos en muy mal estado, debido a la tortura. Cinco días después nos dejaron en libertad, previo acuerdo de que debíamos entregar una fuerte suma de dinero. Tanto la extorsión como el secuestro y el interrogatorio estuvieron dirigidos por un individuo que se hacía llamar «Saracho». Fuimos llevados hasta nuestro domicilio, donde debimos entregar una elevada suma de dinero, producto de una indemnización por accidente percibida por mi suegra días antes".
Beatriz Bermúdez. Legajo Conadep 3634

Otro uruguayo, Washington Rodríguez (Legajo Conadep 4985) declaró que a principios de abril de 1978 compartió su detención en este Centro con veintidós compatriotas, quienes le relataron haber estado recluidos en el Pozo de Banfield donde fueron torturados por oficiales de OCOA. Tanto los interrogatorios como los métodos de tortura dan indicios de que los mismos actuaban también en Quilmes.